# Gandalfus yunohana
Gandalfus yunohana is een krabbensoort uit de familie van de Bythograeidae. De wetenschappelijke naam van de soort is voor het eerst geldig gepubliceerd in 2000 door Takeda, Hashimoto & Ohta.